# Sphinx benjamini
Sphinx benjamini är en fjärilsart som beskrevs av Clark 1932. Sphinx benjamini ingår i släktet Sphinx och familjen svärmare. Inga underarter finns listade i Catalogue of Life.